# Lieja-Bastoña-Lieja Femenina 2021
La 5.ª edición del Lieja-Bastoña-Lieja Femenina (oficialmente: Liège-Bastogne-Liège Femmes) se celebró el 25 de abril de 2021 sobre un recorrido de 142,4 km con inicio en la ciudad de Bastoña y final en la ciudad de Lieja en Bélgica.
La carrera hizo parte del UCI WorldTour Femenino 2021 como competencia de categoría 1.WWT del calendario ciclístico de máximo nivel mundial siendo la octava carrera que se corre en dicho circuito y fue ganada por la ciclista neerlandesa Demi Vollering del equipo SD Worx. El podio lo completaron la también neerlandesa Annemiek van Vleuten del equipo Movistar y la italiana Elisa Longo Borghini del equipo Trek-Segafredo.

## Recorrido
El recorrido se basa en la ruta usada años anteriores, en donde el Col du Rosier reemplaza a la Côte de la Vecquée y se añaden el Col de Desnié y la Côte des Forges. Son en total 7 cotas, las cuales se indican a continuación:
| N.º | Nombre                               | km    | Longitud (m) | Pendiente media | km a la llegada |
| --- | ------------------------------------ | ----- | ------------ | --------------- | --------------- |
| 1   | Côte de Wanne                        | 56,7  | 2 800        | 7,4 %           | 84,2            |
| 2   | Côte de la Haute-Levée               | 65,1  | 3 600        | 5,6 %           | 75,8            |
| 3   | Col du Rosier                        | 79,2  | 4 400        | 5,9 %           | 61,7            |
| 4   | Col de Desnié                        | 92,6  | 1 600        | 8,1 %           | 48,3            |
| 5   | Côte de La Redoute                   | 105,7 | 2 000        | 8,9 %           | 35,2            |
| 6   | Côte des Forges (Estela Stan Ockers) | 117,6 | 1 300        | 7,8 %           | 23,3            |
| 7   | Côte de la Roche aux faucons         | 127,6 | 1 300        | 11 %            | 13,3            |

## Equipos
Tomaron parte en la carrera un total de 25 equipos invitados por la organización: 9 de categoría UCI WordTeam Femenino y 16 de categoría UCI Women's continental teams. En conjunto, conformaron un pelotón de 128 ciclistas de las cuales 83 terminaron la carrera. Los equipos participantes fueron:
| translation for headoftableIII_translate index 58 not found (9)- Alé BTC Ljubljana - Canyon-SRAM Racing - FDJ-Nouvelle Aquitaine-Futuroscope - Liv Racing - Movistar Team - Team BikeExchange - Team DSM - SD Worx - Trek-Segafredo UCI Women's continental teams (5)- Arkéa Pro Cycling Team - Ceratizit-WNT Pro Cycling - Cogeas-Mettler-Look Pro Cycling Team - Drops-Le col - Team Tibco-Silicon Valley Bank Unknown team category (10)- Andy Schleck-CP NVST-Immo Losch - A.R. Monex - BePink - Bingoal Casino-Chevalmeire - Doltcini-Van Eyck Sport-Proximus - Jumbo-Visma - Lotto Soudal Ladies - Parkhotel Valkenburg - Rally - Valcar-Travel & Service |
| |

## Clasificaciones finales
Las clasificaciones finalizaron de la siguiente forma:

### Clasificación general
| \| Clasificación general \| Clasificación general \| Clasificación general \| Clasificación general \| Clasificación general \| \| Ciclista \| Ciclista \| Equipo \| Tiempo \| \| \| --------------------- \| ---------------------- \| ---------------------------------- \| --------------------- \| --------------------- \| \| 1.ª \| Demi Vollering \| SD Worx \| 3 h 54 min 31 s \| \| \| 2.ª \| Annemiek van Vleuten \| Movistar Team \| + 0 s \| \| \| 3.ª \| Elisa Longo Borghini \| Trek-Segafredo \| + 0 s \| \| \| 4.ª \| Katarzyna Niewiadoma \| Canyon-SRAM Racing \| + 0 s \| \| \| 5.ª \| Anna van der Breggen \| SD Worx \| + 2 s \| \| \| 6.ª \| Marianne Vos \| Jumbo-Visma Women Team \| + 1 min 27 s \| \| \| 7.ª \| Ashleigh Moolman-Pasio \| SD Worx \| + 1 min 27 s \| \| \| 8.ª \| Cecilie Uttrup Ludwig \| FDJ-Nouvelle Aquitaine-Futuroscope \| + 1 min 27 s \| \| \| 9.ª \| Lucinda Brand \| Trek-Segafredo \| + 1 min 59 s \| \| \| 10.ª \| Amanda Spratt \| Team BikeExchange \| + 1 min 59 s \| \| \| 11.ª \| Soraya Paladin \| Liv Racing \| + 1 min 59 s \| \| \| 12.ª \| Riejanne Markus \| Jumbo-Visma Women Team \| + 1 min 59 s \| \| \| 13.ª \| Elise Chabbey \| Canyon-SRAM Racing \| + 1 min 59 s \| \| \| 14.ª \| Marta Cavalli \| FDJ-Nouvelle Aquitaine-Futuroscope \| + 1 min 59 s \| \| \| 15.ª \| Mariya Novolódskaya \| A.R. Monex Women's \| + 1 min 59 s \| \| \| 16.ª \| Erica Magnaldi \| Ceratizit-WNT Pro Cycling \| + 1 min 59 s \| \| \| 17.ª \| Niamh Fisher-Black \| SD Worx \| + 1 min 59 s \| \| \| 18.ª \| Ane Santesteban \| Team BikeExchange \| + 1 min 59 s \| \| \| 19.ª \| Mavi García \| Alé BTC Ljubljana \| + 1 min 59 s \| \| \| 20.ª \| Leah Thomas \| Movistar Team \| + 1 min 59 s \| \| |                        |                                    |                 |
| |                        |                                    |                 |
| Fuentes: ProCyclingStats Cycling Quotient |                        |                                    |                 |
| Clasificación general |                        |                                    |                 |
| Ciclista | Ciclista               | Equipo                             | Tiempo          |
| 1.ª | Demi Vollering         | SD Worx                            | 3 h 54 min 31 s |
| 2.ª | Annemiek van Vleuten   | Movistar Team                      | + 0 s           |
| 3.ª | Elisa Longo Borghini   | Trek-Segafredo                     | + 0 s           |
| 4.ª | Katarzyna Niewiadoma   | Canyon-SRAM Racing                 | + 0 s           |
| 5.ª | Anna van der Breggen   | SD Worx                            | + 2 s           |
| 6.ª | Marianne Vos           | Jumbo-Visma Women Team             | + 1 min 27 s    |
| 7.ª | Ashleigh Moolman-Pasio | SD Worx                            | + 1 min 27 s    |
| 8.ª | Cecilie Uttrup Ludwig  | FDJ-Nouvelle Aquitaine-Futuroscope | + 1 min 27 s    |
| 9.ª | Lucinda Brand          | Trek-Segafredo                     | + 1 min 59 s    |
| 10.ª | Amanda Spratt          | Team BikeExchange                  | + 1 min 59 s    |
| 11.ª | Soraya Paladin         | Liv Racing                         | + 1 min 59 s    |
| 12.ª | Riejanne Markus        | Jumbo-Visma Women Team             | + 1 min 59 s    |
| 13.ª | Elise Chabbey          | Canyon-SRAM Racing                 | + 1 min 59 s    |
| 14.ª | Marta Cavalli          | FDJ-Nouvelle Aquitaine-Futuroscope | + 1 min 59 s    |
| 15.ª | Mariya Novolódskaya    | A.R. Monex Women's                 | + 1 min 59 s    |
| 16.ª | Erica Magnaldi         | Ceratizit-WNT Pro Cycling          | + 1 min 59 s    |
| 17.ª | Niamh Fisher-Black     | SD Worx                            | + 1 min 59 s    |
| 18.ª | Ane Santesteban        | Team BikeExchange                  | + 1 min 59 s    |
| 19.ª | Mavi García            | Alé BTC Ljubljana                  | + 1 min 59 s    |
| 20.ª | Leah Thomas            | Movistar Team                      | + 1 min 59 s    |

## Ciclistas participantes y posiciones finales
Convenciones:
- AB: Abandono
- FLT: Retiro por llegada fuera del límite de tiempo
- NTS: No tomó la salida
- DES: Descalificada o expulsada

## WorldTourFemenino
La Lieja-Bastoña-Lieja Femenina otorgó puntos para el UCI World Ranking Femenino y el UCI WorldTour Femenino para corredoras de los equipos en las categorías UCI WorldTeam Femenino y Continental Femenino. Las siguientes tablas muestran el baremo de puntuación y las 10 corredoras que obtuvieron más puntos:
| Posición   | 1.ª | 2.ª | 3.ª | 4.ª | 5.ª | 6.ª | 7.ª | 8.ª | 9.ª | 10.ª | 11.ª | 12.ª | 13.ª | 14.ª | 15.ª | 16.ª-20.ª | 21.ª-30.ª | 31.ª-40.ª |
| Puntuación | 400 | 320 | 260 | 220 | 180 | 140 | 120 | 100 | 80  | 68   | 56   | 48   | 40   | 32   | 28   | 24        | 16        | 8         |

| Clasificación |                       |                                    |        |
| Posición      | Ciclista              | Equipo                             | Puntos |
| ------------- | --------------------- | ---------------------------------- | ------ |
| 1.ª           | Demi Vollering        | SD Worx                            | 400    |
| 2.ª           | Annemiek van Vleuten  | Movistar                           | 320    |
| 3.ª           | Elisa Longo Borghini  | Trek-Segafredo                     | 260    |
| 4.ª           | Katarzyna Niewiadoma  | Canyon SRAM Racing                 | 220    |
| 5.ª           | Anna van der Breggen  | SD Worx                            | 180    |
| 6.ª           | Marianne Vos          | Jumbo-Visma                        | 140    |
| 7.ª           | Ashleigh Moolman      | SD Worx                            | 120    |
| 8.ª           | Cecilie Uttrup Ludwig | FDJ Nouvelle Aquitaine Futuroscope | 100    |
| 9.ª           | Lucinda Brand         | Trek-Segafredo                     | 80     |
| 10.ª          | Amanda Spratt         | BikeExchange                       | 68     |